# بعثة الأمم المتحدة لدعم العدالة في هايتي
بعثة الأمم المتحدة لدعم العدالة في هايتي (MINUJUSTH) هي بعثة لحفظ السلام في هايتي بتكليف من مجلس الأمن التابع للأمم المتحدة من خلال القرارين 2350 (الصادر عام 2017) و2410 (الصادر عام 2018). وافق مجلس الأمن بالإجماع في أبريل 2017 على أنه كان يتعين بعد ذلك سحب 2370 جنديًا يخدمون في بعثة الأمم المتحدة لتحقيق الاستقرار في هايتي تدريجيًا حتى 15 أكتوبر 2017 لإفساح المجال أمام البعثة الجديدة كعملية تالية.
سيكون لدى البعثة ما يصل إلى 1275 فردًا من قوات الشرطة بالإضافة إلى ضباط الإصلاح والمدنيين الدوليين، ولكن لا يوجد أفراد عسكريون.
اثنين من الوحدات الهندية والتي خدمت في بعثة الأمم المتحدة في هايتي ستعمل في البعثة الجديدة، في حين أن وحدة أخرى ستعود إلى الهند. كان لدى الهند ما مجموعه 452 موظفًا يعملون في بعثة الأمم المتحدة لتحقيق الاستقرار في هايتي اعتبارًا من فبراير 2017.
تم تكليف المهمة حتى 15 أبريل 2018 ثم جرى تمديدها لمدة عام مع صدور قرار مجلس الأمن 2410 .
في 25 يونيو 2019، اتخذ مجلس الأمن قرارًا جديدًا سينهي ولاية البعثة في 15 أكتوبر 2019. سيتم استبدال المهمة بمكتب متكامل يعرف باسم BINUH.

## روابط خارجية
- Official website of MINUJUSTH